# Nieuport-Delage NiD.450
Dimensions
Le Nieuport-Delage NiD.450 est un hydravion de course fabriqué par la société française Nieuport-Delage pour participer à la Coupe Schneider de 1929. Les retards dans le développement du moteur Lorraine 12Rcr Radium ne permirent pas de le faire voler jusqu'à l'année suivante. Cet avion donnera plus tard le Nieuport-Delage NiD.650.

## Conception et développement
Le Nieuport-Delage NiD.450 était un hydravion de course typique  à double flotteurs et aile basse de la deuxième moitié des années vingt. Le moteur était un 18 cylindres en W Hispano-Suiza 18R entrainant une hélice bipale. Le prototype fut terminé en 1928, les cellules en juillet 1929, mais les retards dans le développement du moteur et du système de refroidissement intégré aux ailes empêcha la participation de l'avion pour la Coupe Schneider à l'automne 1929. Le premier exemplaire du NiD 450 vola le 8 avril 1930. Le deuxième exemplaire subit des changements à la suite du crash du premier avion et fut rebaptisé NiD.650. Ce deuxième exemplaire avait une aile plus petite et fut terminé en novembre 1931, alors que la Coupe Schneider avait déjà été gagnée par le Royaume-Uni. Cet avion fut lui aussi détruit dans un accident en juillet 1931.
Dans les plans du constructeur, le NiD-650 devait être utilisé pour la formation des pilotes et pour la course de 1931 avec différentes motorisations :
- NiD.651, moteur Lorraine 12Rcr Radium, 2 000 ch
- NiD.652, moteur Renault 12Ncr, 2 000 ch